# Aulnois-sous-Vertuzey
Aulnois-sous-Vertuzey ist eine assoziierte Gemeinde des französischen Departements Meuse in der Region Grand Est.

## Geschichte
Das Dorf war vor 1790 Teil des Barrois ducal im Herzogtum Bar. Kirchlich war es der Diözese Toul zugehörig (Archidiakonat von Ligny, Dekanat Meuse-Commercy), als Anhang von Vertuzey.
Am 1. Januar 1973 wurde die Gemeinde Aulnois-sous-Vertuzey im Rahmen der Fusionsvereinigung an die Gemeinde Euville angegliedert.

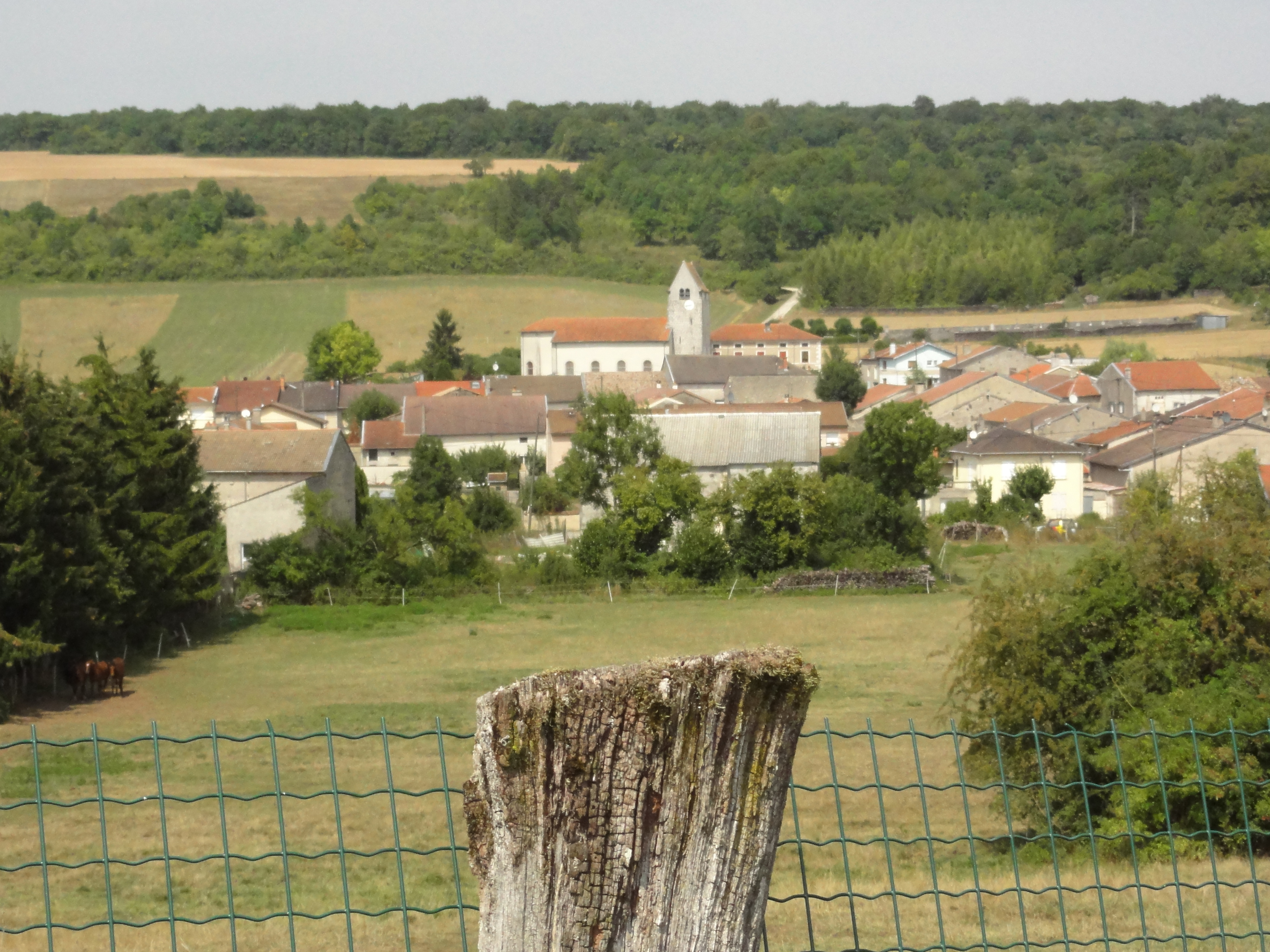
Gesamtansicht des Dorfes
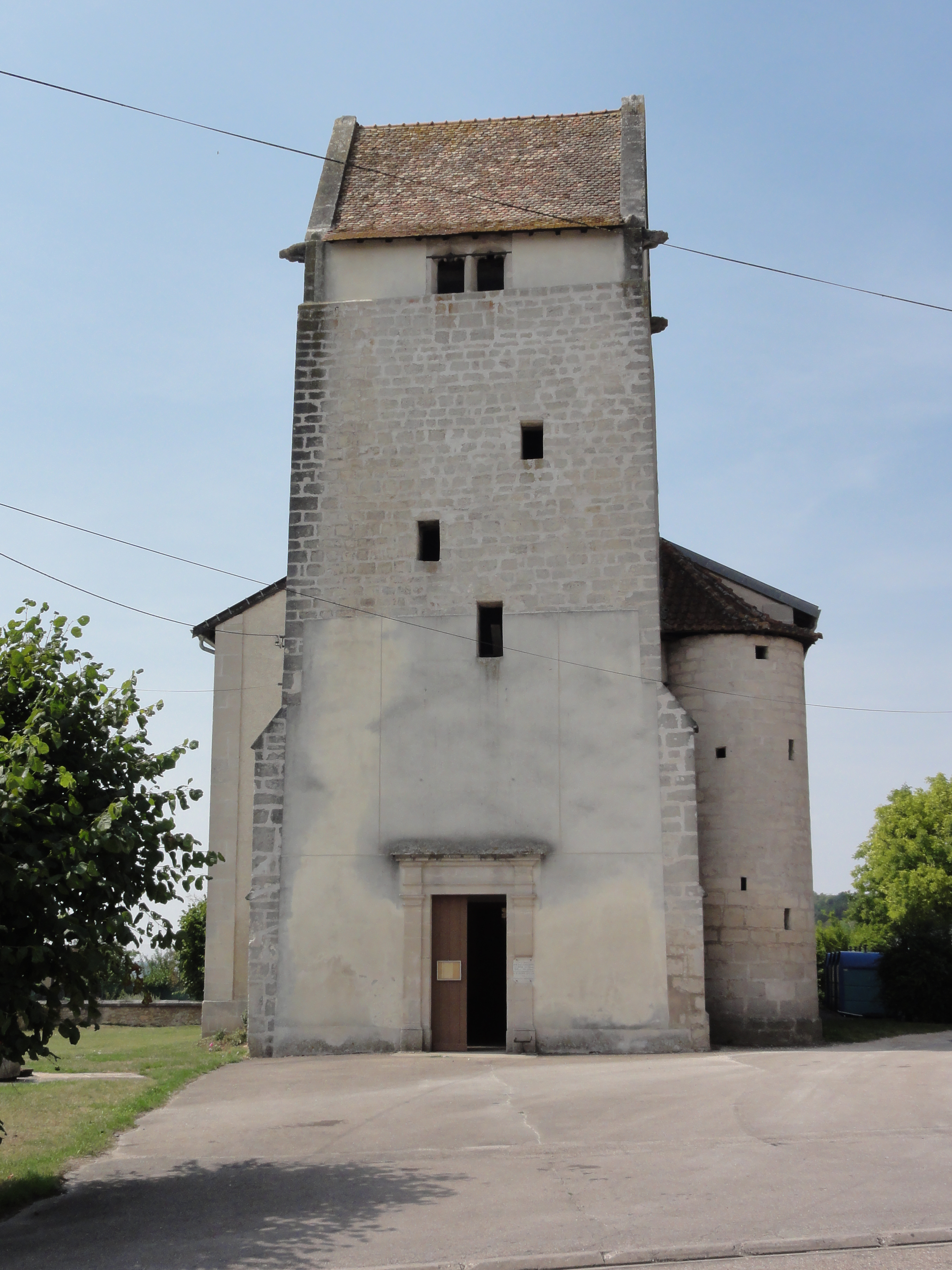
Romanischer Turm der Kirche Saint-Sébastien
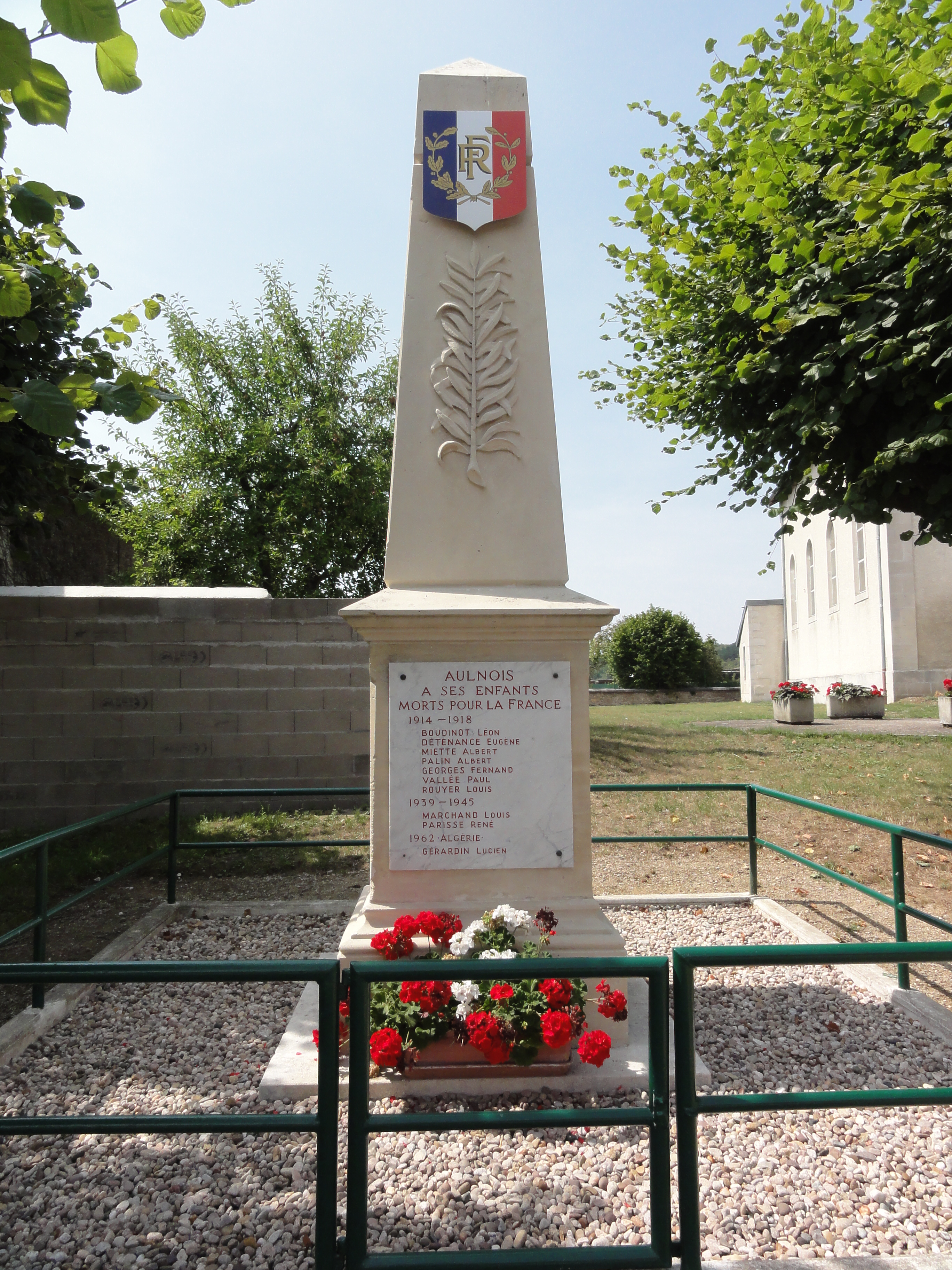
Kriegerdenkmal